# Прометей (фільм, 1936)
«Прометей» — український радянський історичний фільм 1936 року випуску знятий режисером та сценаристом Іваном Кавалерідзе. В основі сюжету стрічки — мотиви поеми Тараса Шевченка «Кавказ»
Після доволі довгих суперечок та рецензій українського та російського радянсько-партійного керівництва, премє'ра фільму відбулася у 1936 році, але майже відразу після прем'єри стрічку заборонили.
Фільм зберігся не повністю, а лише ~84 хвилини: відсутній епізод тривалістю десь 4 хвилини за участю Тараса Шевченка (актор Микола Надемський).
Займає 30-у позицію у списку 100 найкращих фільмів в історії українського кіно.

## Сюжет фільму
Юного хлопця-кріпака Івася пан здає на Кавказ у солдати, а його наречену відправляє у публічний будинок. Там на чужбині, під впливом революціонера Гаврилова, розжалуваного в солдати, герой стає свідомим борцем і, повернувшись у рідне село, піднімає селянське повстання.

## Акторський склад
- Іван Твердохліб — Івась
- Поліна Нятко (Табачникова) — Катерина
- Сердюк Олександр Іванович — Поміщик Свічка, полковник
- Іван Штраух — Жуков, купець
- Гнат Юра — Сидоренко, керуючий пана Свічки
- Наталія Ужвій — Настасья Марківна, господиня «закладу»
- Іван Мар'яненко — Генерал Ладанський
- І. Некрутенко — російський жандарм
- В. Єршов — Микола І
- Чута Ерістова-Жгенті — княжна Дадіані
- Данило Антонович — Гаврилов, революціонер
- Шота Нозадзе — бранець-грузин
- Микола Надемський — Тарас Шевченко
- В епізодах: В. Чистякова, Катерина Осмяловська, В. Лісовський, З. Терішвілі, П. Моргулія, Северин Панківський, Д. Введенський та ін.

## Творча команда
- Сценарист: Іван Кавалерідзе
- Режисер: Іван Кавалерідзе
- Звукорежисери: А. Прахов, режисер по монтажу Тетяна Демітрюкова
- Оператори: Микола Топчій
- Художники: Василь Кричевський, Юнія Майєр
- Композитори: Павло Толстяков, Андрій Баланчивадзе

## Заборона фільму
Наприкінці 1935 року виробництво фільму було закінчено й керівництво Українфільму отримало від ГУКФ дозвіл на прокат фільму. 13 січня 1936 відбувається прем'єра фільму в кінотеатрах Ленінграду. А в Москві розпочалася рекламна кампанія фільму яка, правда, так і не закінчилася виходом стрічки у прокат в Москві.
Причиною чому стрічка не попала в широкий прокат у Москві стали різко негативні відгуки тогочасної російської кінокритики на фільм. Так 13 лютого 1936 року у московській газеті «Правда» виходить розгромна стаття М. Кольцова «Груба схема замість історичної правди», написана за особистим наказом Сталіна й негайно передрукувана в багатьох газетах і журналах СРСР, зокрема, у в україномовному перекладі у провідному українському кінематографічному журналі «Радянське кіно». У статті Кольцов піддав фільм Кавалерідзе нищівній критиці: автора «Прометея» звинуватили у формалізмі, натуралізмі, «буржуазному націоналізмі», а «явною невдачею»
фільму Прометей називалося те «що замість історичної правди, показаної засобами мистецтва, в ньому дана груба схема, що перекручує історію».
Впродовж чотирьох днів ця стаття обговорювалася на зборах колективу Українфільму й, зокрема, колектив кіностудії опублікував у тому ж березневому випуску Радянське кіно колективну статтю під заголовком «Невдача режисера Кавалерідзе повчальна не тільки для нього самого» та цілу плеяду окремих статей працівників Українфільму. Матеріалу виступів за чотири дні зборів було так багато, що вони не вмістилися в один березневий номер, тому частину оприлюднили в наступному квітневому журналі «Радянського кіно», зокрема, статтю Абрама Роома «За просте і високе мистецтво в кінематографії».
Згодом у тому ж журналі Радянське кіно Кавалерідзе був змушений надрукувати статтю-відповідь під заголовком «Неоціненна допомога» де він «покаюється» у своїх гріхах у стрічці «Прометей» й обіцяв у найкоротші терміни створити нову стрічку що виразно покаже як він засвоїв критику статті у «Правді». Російськомовна версія статті також була передрукована у газеті «Правда», але вона була сприйнята несхвально редакцією газети: як прокоментувала редакція «Правди», режисер покаявся недостатньо, «не дав розгорнутої критики своїх помилок».
В результаті негативної критики на фільм Прометей у московській «Правді» Івану Кавалерідзе заборонили працювати з молоддю (до цього він керував серією альманахів «Українські пісні на екрані», які ставили дебютанти). Фундатора вітчизняного історичного фільму також відсторонили від сучасних та історичних тем й запропонували натомість знімати кіноопери.